# Arno
El río Arno es un río de Italia que discurre por la región de la Toscana. Nace a 1385 m de altitud en el monte Falterona, en los Apeninos, y desemboca en el mar de Liguria a la altura de Bocca d'Arno (Pisa) tras 241 km de curso y 8228 km² de cuenca. Atraviesa las ciudades de Arezzo, Florencia y Pisa.
Su régimen es mediterráneo con estiaje en verano y crecidas otoñales. La inundación más grande fue la del 4 de noviembre de 1966 que alcanzó 3540 m³/s en Rosano, a la salida de los Apeninos, 4100 m³/s en Florencia y 2500 m³/s en Pisa, consecuencia de lluvias de más de 400 mm en la cabecera y 200 mm en la misma capital toscana. A su vez en períodos de sequía ha llegado a caudales muy bajos, en Rosano 0,56 m³/s.
Sus riberas son pintorescas y sobre el río hay numerosos puentes de gran notoriedad y valor artístico, entre ellos el Ponte Vecchio de Florencia.

## Etimología
El filólogo Hans Krahe atribuyó al topónimo "Arno" un origen en la base paleoeuropea *Ar-n-, derivada de la raíz indoeuropea *er-, 'fluir, moverse', con significado hidronímico.